# Vikosz-szurdok
A Vikosz-szurdok, esetleg Vikosz-kanyon (görögül: Φαράγγι του Βίκου)  mély szurdokvölgy az észak-görögországi Píndosz-hegységhez tartozó Timfi-hegység déli lejtőin. körülbelül 20 kilométer hosszú, mélysége 120 és 490 méter között változik, szélessége pedig a maximális 400-tól mindössze néhány méterig terjed a legszűkebb részén. Területe a Vikosz– Aóos Nemzeti Park és a Vikosz–Aóosz Geopark része, amelyek leghíresebb látnivalójának számít. A Vikosz-szurdok a világ „szélességéhez képest legmélyebb szurdokaként” szerepel többek között a Guinness Rekordok Könyvében, habár ennek tényleges megalapozottságát sokan jogosan vitatják.

## Nevének eredete
A Vikosz név valószínűleg az albán híd vagy fa átjáró (vig-u vagy vig-ku) szóból származik egy az Oszmán Birodalom idejében itt álló fahíd miatt, amelyet egykor a kanyonban építettek fel.

## Földrajza

### Fekvése
A szurdok Görögország északkeleti felén, az albán határ közelében található, Joánina prefektúra Zagori régiójában, légvonalban alig 30 km-re Joánina városától. A Timfi-hegység déli lejtőinél húzódik, Monodendri és Koukouli falvak között kezdődik és Vikosz falu közelében ér véget. Hosszának mintegy 60 százaléka a Vikosz– Aóos Nemzeti Park magterületéhez tartozik. 

### Geomorfológiája
A 20 km hosszúságú Vikosz-szurdok, amelynek falai 120-490 m magasságúak, környezetéhez viszonyított maximális mélysége közel 1000 m, legnagyobb szélessége pedig 400 m. Szélességhez arányosan a világ legmélyebb kanyonjaként említi fel a Guinness Rekordok Könyve, ezt az állítást azonban nemzetközileg is sokan vitatják. A világ legmélyebb kanyonjai, mint pl. a Grand Canyon vagy a tibeti kanyonok ugyan jóval mélyebbek, de sokkal szélesebbek nála. A mindössze néhány méter széles, de több tíz méter mély kanyonokat és szurdokokat, mint amilyen pl. az Antilop-kanyon, viszont önkényesen kivették a rekordaspiránsok közül. A Vikosz legnagyobb mélység/szélesség aránya emellett mindössze a szurdok egyharmadánál mérhető, ahol a mélysége körülbelül 650 m, ami nem tekinthető kiemelkedőnek, így a „rekord” állításai igencsak megkérdőjelezhetők.
A 20 km hosszú szurdokot, amely 12 km-es szakasza a park magzónájához tartozik, változatos domborzat jellemzi, és hirtelen magasságváltozások jellemzik. A középső és a magasabb zónában meredek lejtők, illetve a nedves sziklák dominálnak. Számos kristálytiszta forrás tör elő a karsztos mészkőből, a helyiek ezeket Európa legtisztább forrásainak tartják. vízfolyás szabdalja a szurdok mindkét oldalát, és a különféle sziklás törmeléket elszállító víz kiterjedt törmeléklejtőket hoz létre. A szurdok számos kisebb karsztforrás és patak vizét gyűjti össze, és a szurdokban eredő, azt létrehozó Voidomatisz folyóba vezeti őket, amely aztán a közeli Aoószba torkollik. A Voidomatisz vízellátottságának nagy része csak időszakos, felsőbb szakaszai többször kiszáradhatnak, és csak a szurdok legalacsonyabb részén állandósul a mederben lévő vízmennyiség. 
Mivel a Vikosz-szurdok a hegység mély keresztmetszete, lejtői különféle korú sziklaalakzatok sorozatát tárják fel. A 0-200 m mélységben lévő felső rétegek viszonylag fiatal eocén mészkőből állnak, 200-700 m mélységében a campaniai korszakból származó rétegből állnak, míg 700 m alatt jura és kréta kori mészkő található. A legmélyebb rétegekben a szürke jura időszaki dolomit dominál. Az üledék- és litológiai vizsgálatok a Voidomatisz-medencében feltárták, hogy a legbelső hordaléklerakódások mészkőből származó anyagokból állnak, amelyeket a folyó mintegy 30 000 évvel ezelőtt a jég által koptatott magasságokból szállított le. Az ezt követő középső lerakódások az eljegesedés megszűnésének és a felvidékről való, mintegy 20 000 évvel ezelőtti kiterjedt lefolyásának a termékei, míg a külső egységet a pásztorkodással összefüggő emberi tevékenységeknek tulajdonítják, amely kiterjedt erdőirtást és talajeróziót okozott. A medence kőzetei bizonyítékok az eljegesedés három fő szakaszára, amelyek közül a két legnagyobb és legkorábbi a középső pleisztocén idején következett be. A gleccseraktivitás utolsó fázisa valószínűleg az utolsó glaciális maximum idején, Kr. e. 22 000 és 20 000 között volt.

## Élővilág

### Flóra
A Vikosz-szurdok és a nemzeti parkon belüli szomszédos területek növényeinek jelentős része gyógyhatásúnak bizonyult, és egykor helyi gyógyítók gyűjtötték őket a 18-19. században, akiket a köznyelv „vikoszi orvosok” (görögül: Βικογιατροί) néven őrzött meg. Ezek a gyógyászok speciális recepteket használtak, amelyek gyakran Hippokratész vagy Dioszkoridész ókori görög receptjeinek másolatai voltak, és Görögország határain túl is híressé váltak. Az ezekben a receptekben használt növények közé tartozik a citromfű, az ezüst hárs, a fodormenta, a nagyezerjófű, a közönséges orbáncfű, a fehér üröm, a nagyon népszerű sármányvirág, amelyet Görögországban köznyelven hegyi teaként is emlegetnek, valamint a fekete bodza.  Ezeknek az őshonos növényfajoknak a kémiai szűrése azt mutatta, hogy nagyszámú biológiailag aktív összetevőket tartalmaznak. Koukouli falu helyi természettudományi múzeumában 2500 helyi növény és gyógynövény szárított példányának gyűjteményét (herbáriumát) mutatják be a turistáknak.

### Fauna
Az egyik legkülönlegesebb tagja a környék faunájának a zerge itteni populációja, amely az emberi tevékenységtől távol, nagyobb magasságokban él, különösen a sziklás hegycsúcsoknál, valamint a közeli Megasz Lakosznál, illetve a szurdok területén fordul elő.

## Galéria

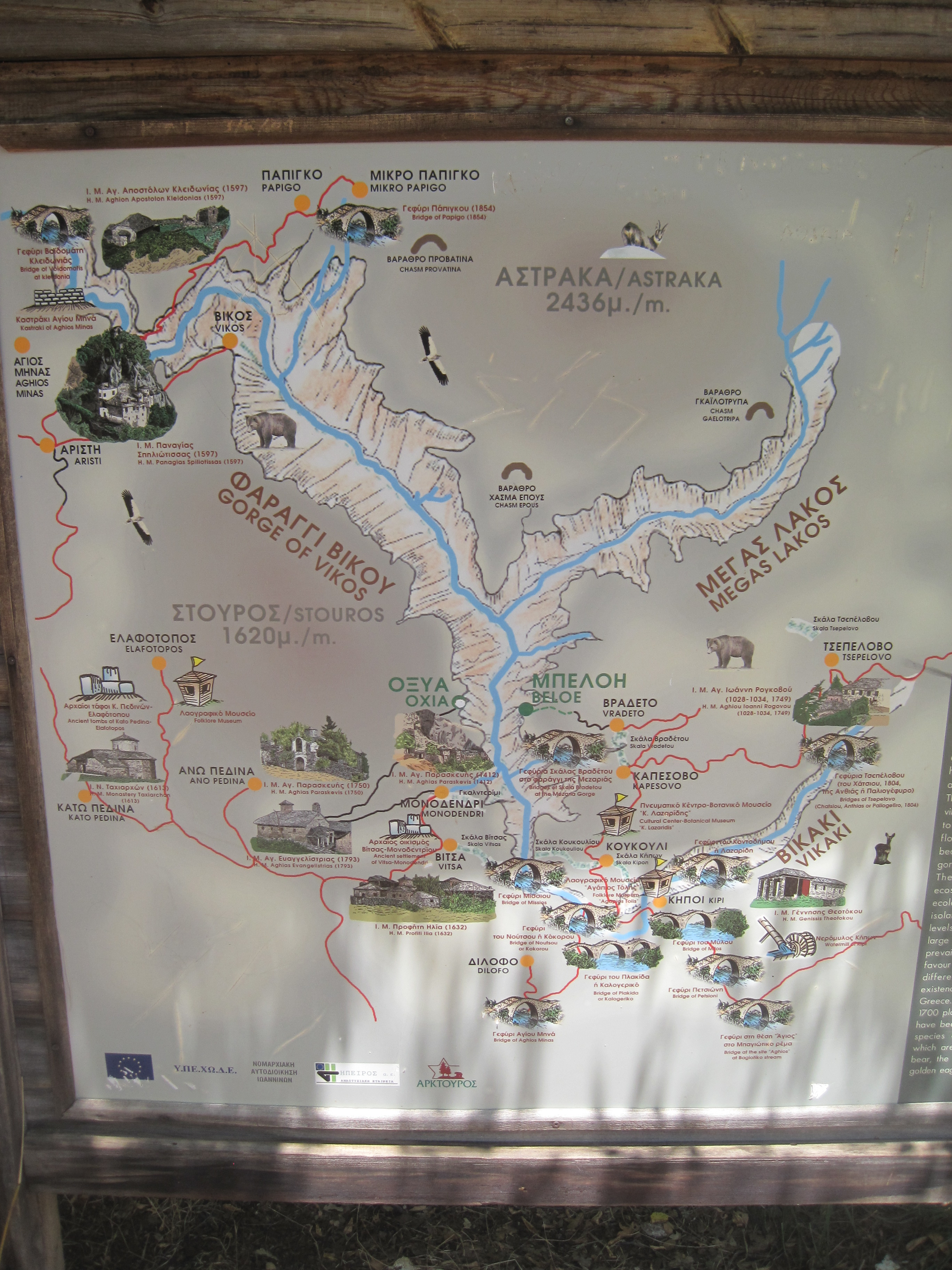
A szurdoknak és környékének információs térképe
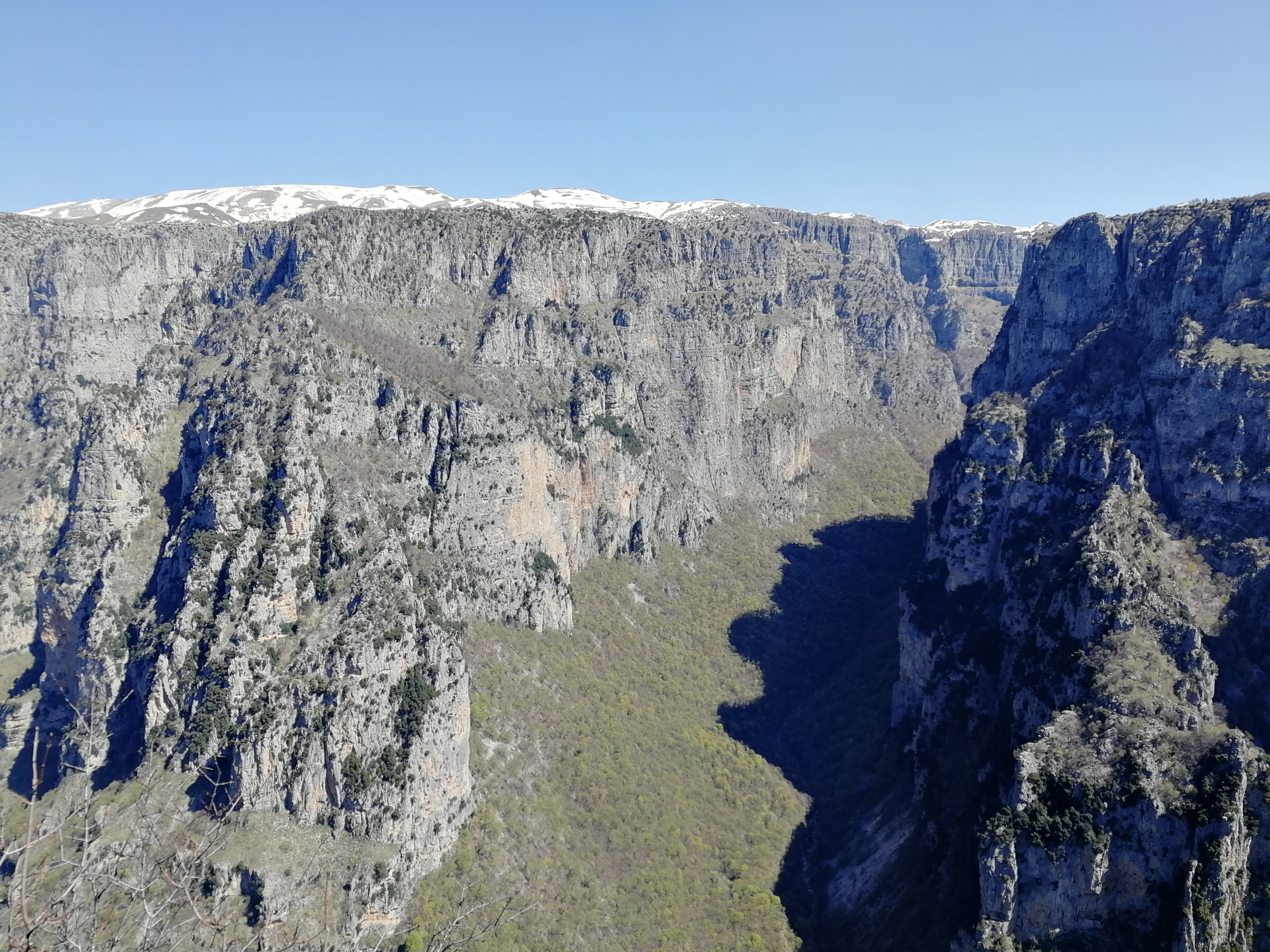
Kilátás Oxia felől
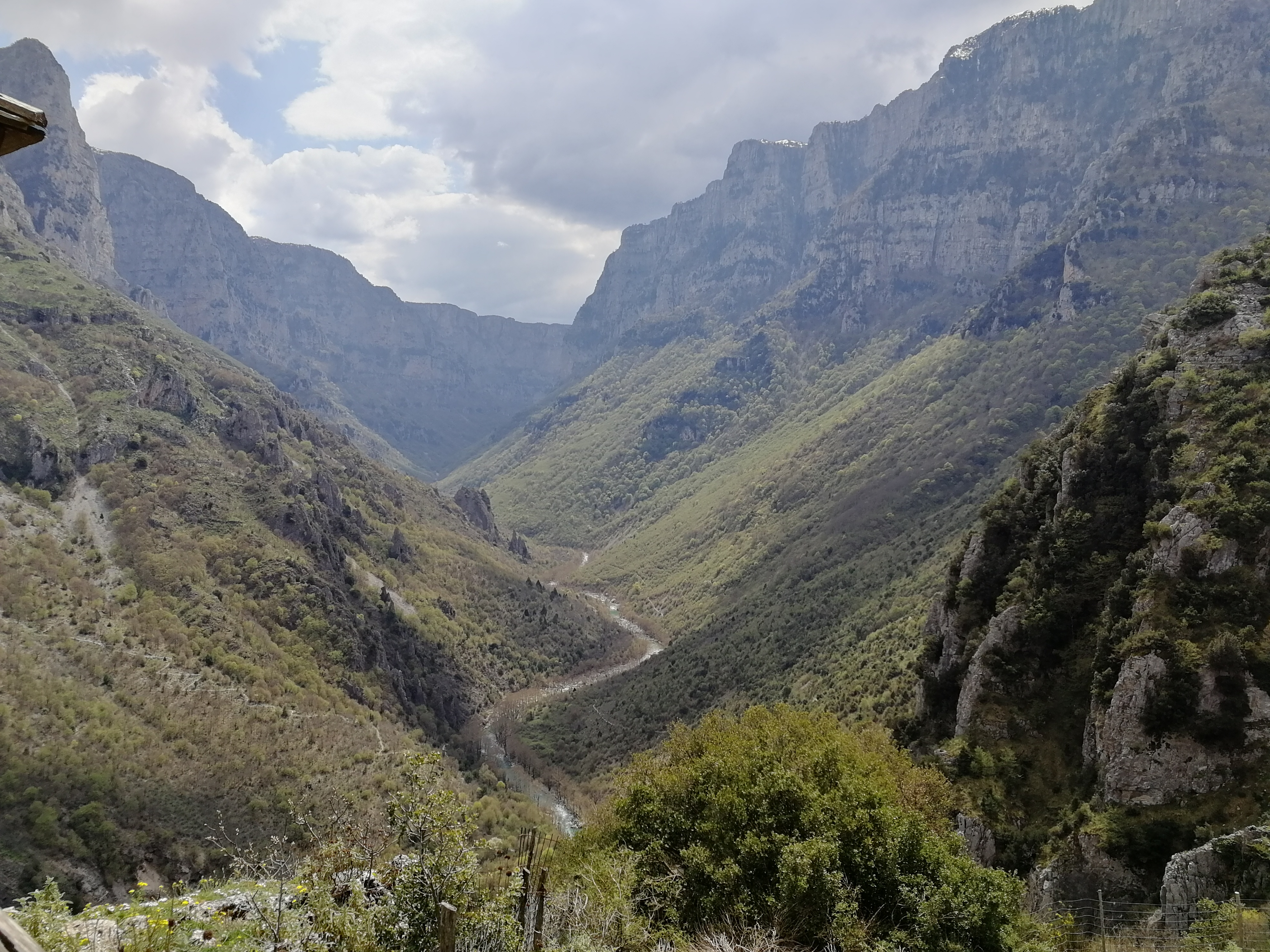
Kilátás Papigo felől
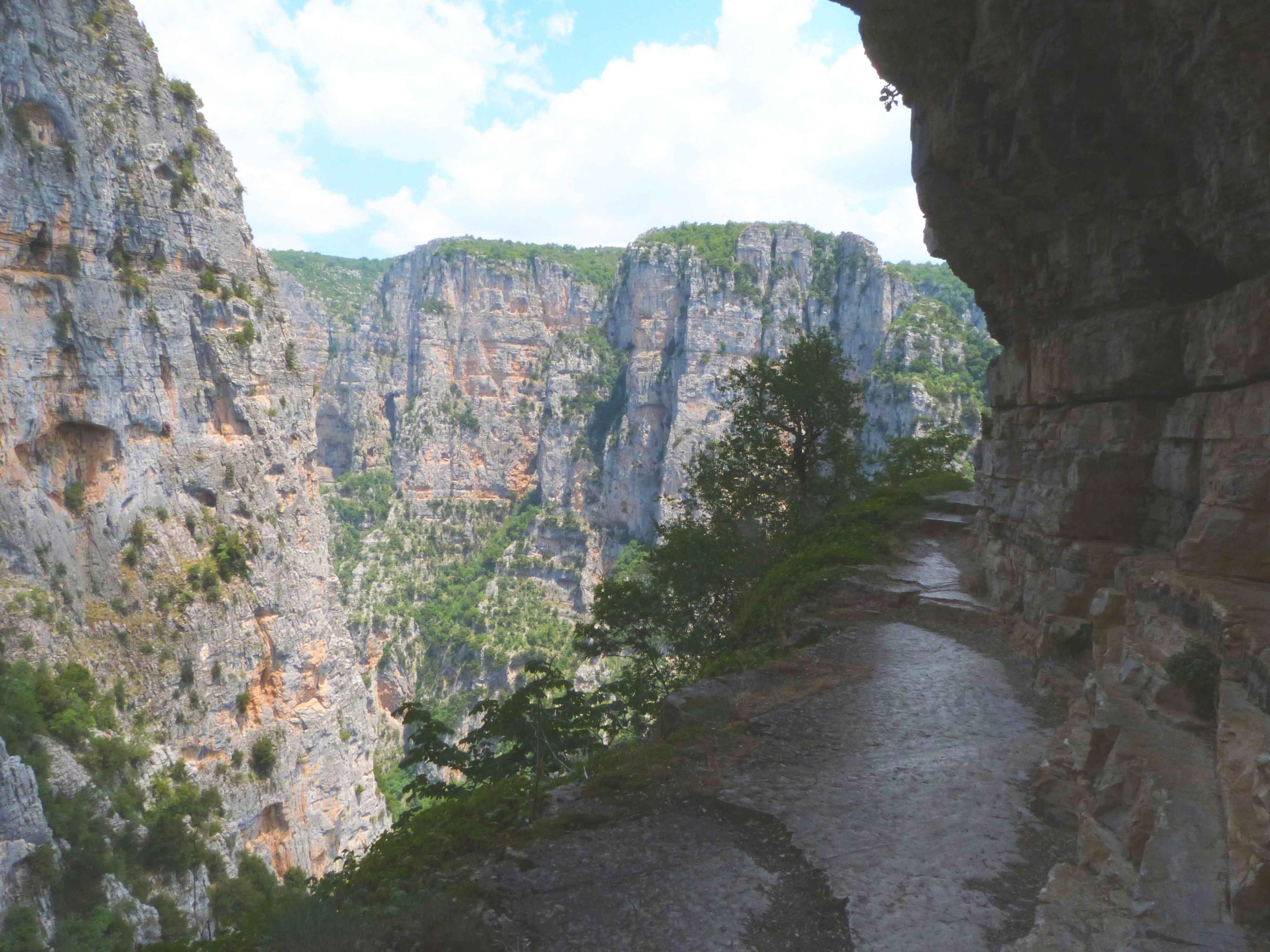
A több száz méter magas sziklafalak
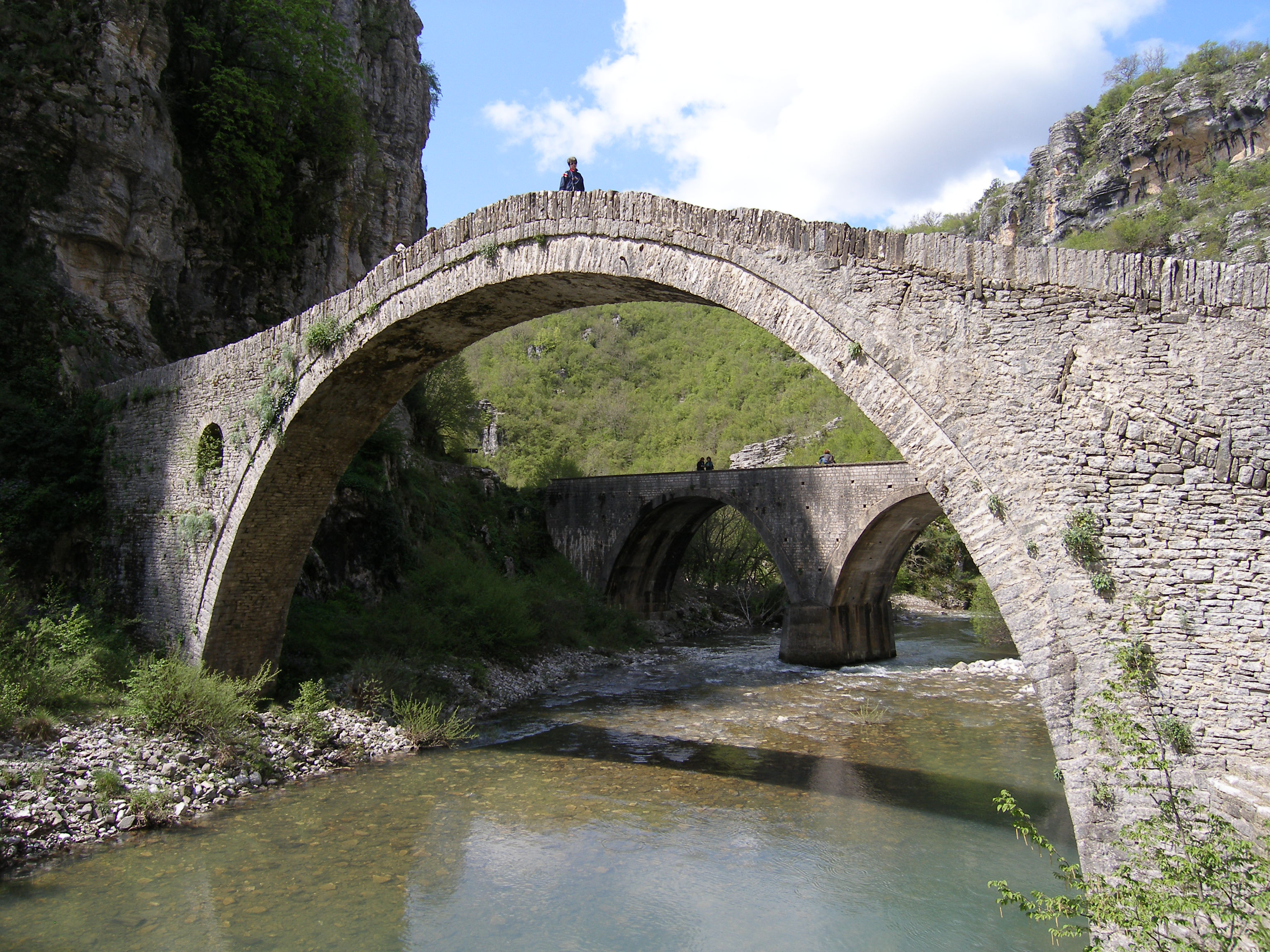
Kokkorisz oszmán kori kőhídja
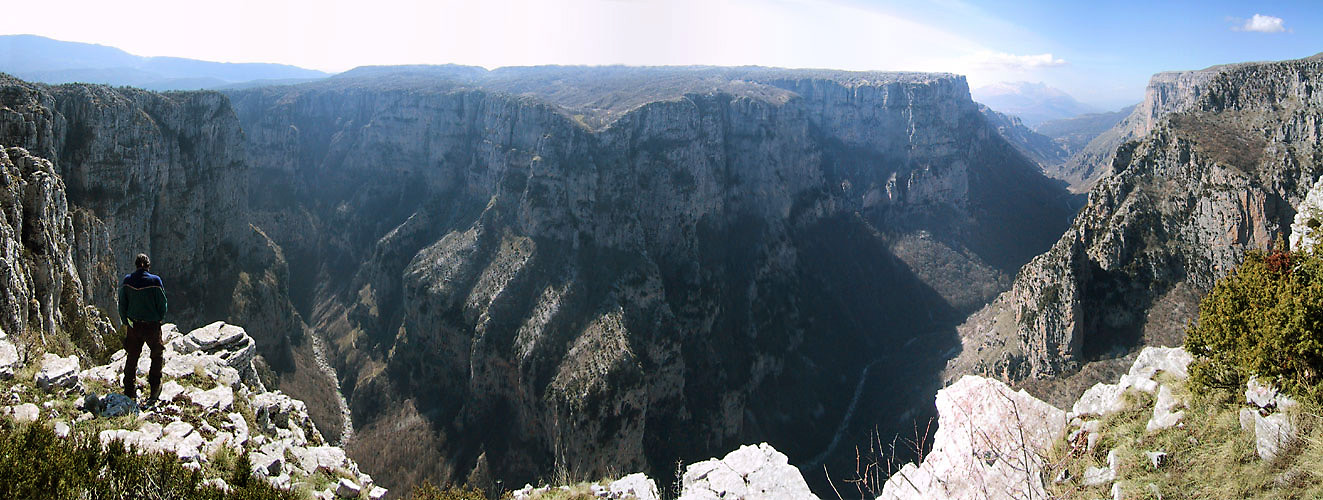
A Vikosz és a Megasz Lakosz szurdokok találkozása

## Fordítás
- Ez a szócikk részben vagy egészben  a   Vikos Gorge című angol Wikipédia-szócikk ezen változatának fordításán alapul.  Az eredeti cikk szerkesztőit annak laptörténete sorolja fel. Ez a jelzés csupán a megfogalmazás eredetét és a szerzői jogokat jelzi, nem szolgál a cikkben szereplő információk forrásmegjelöléseként.